# Kletterclub Alpstein
Der Kletterclub Alpstein KCA, 1948 gegründet, war eine der ersten Vereinigungen von Extrembergsteigern der Schweiz. 

## Geschichte
Am 27. November 1948 gründeten einige Extrembergsteiger aus der Ostschweiz auf der Schwägalp den Kletterclub Alpstein. Initiant und erster Präsident war Kurt Gurtner. «Sinn und Zweck wird immer die Kameradschaft jener Kletterer sein, die Freude an unseren heimatlichen Bergen und an schwierigeren Touren vereinigt», schrieb der zweite Präsident und spätere Nationalrat Ruedi Schatz. Wer dem Klub beitreten will, muss eine beachtliche alpinistische Biografie vorweisen.
Zur Zeit der Gründung hatte das Felsklettern in der Schweiz noch kein hohes Niveau. «So wurde auch im SAC das Klettern in den höheren Schwierigkeitsgraden nicht gefördert», schreibt Wisi Fleischmann in der Festschrift zum 50-Jahr-Jubiläum des KCA.
Das änderte sich aber rasch. Mitglieder wie Seth Abderhalden, Franz Anderrüthi, Franz Bossert, Peter Diener, Paul Etter, Wisi Fleischmann, Hansi Frommenwiler, Ernst Forrer, Ueli Gantenbein, Max Niedermann, Albin Schelbert, Geny Steiger und andere taten sich mit schwierigsten Erstbegehungen und Wiederholungen im ganzen Alpenraum hervor.
Die Mitglieder Peter Diener, Ernst Forrer und Albin Schelbert gehörten zu den Erstbesteigern des Dhaulagiri am 13. Mai 1960. 1959 organisierte der KCA zusammen mit dem SAC eine Expedition in die peruanischen Anden, die mit 19 teilweise erstbestiegenen Fünf- und Sechstausendern über zum Teil schwierige Routen sehr erfolgreich war.